# 2015년 뉴욕 영화 비평가 협회상
제81회 뉴욕 영화 비평가 협회상은 2015년 12월 2일에 열린 시상식이다.

## 수상 및 후보

### 작품상
- 캐롤 - 토드 헤인즈 수상

### 감독상
- 캐롤 - 토드 헤인즈 수상

### 각본상
- 캐롤 - 토드 헤인즈 수상

### 여우주연상
- 브루클린 - 시얼샤 로넌 수상

### 남우주연상
- 스포트라이트 - 마이클 키튼 수상

### 여우조연상
- 클라우즈 오브 실스마리아 - 크리스틴 스튜어트 수상

### 남우조연상
- 스파이 브릿지 - 마크 라이런스 수상

### 촬영상
- 캐롤 - 에드워드 래크먼 수상

### 애니메이션상
- 인사이드 아웃 - 피트 닥터 수상

### 다큐멘터리상
- 잭슨 하이츠에서 - 프레더릭 와이즈먼 수상

### 외국영화상
- 팀북투 - 압데라만 시사코 수상

### 신인작품상
- 사울의 아들 - 라즐로 네메스 수상

### 특별상
- 엔니오 모리꼬네 수상
- William Becker and Janus Films 수상